# Bohal

Bohal este o comună în departamentul Morbihan, Franța. În 1 ianuarie 2022 avea o populație de 862 de locuitori.